# Gynoplistia resecta
Gynoplistia resecta là một loài ruồi trong họ Limoniidae. Chúng phân bố ở miền Australasia.